# Мамшит
Мамшит (ивр. ממשית‎) — древний город набатеев в Израиле, в пустыне Негев, неподалёку от Димоны. Город был одним из важных на Дороге Благовоний, караванном пути из южной Аравии в страны Средиземноморья, по которому доставлялись не только благовония, мирт и ладан, но и товары транзитом из Индии в периоды, когда северный путь оказывался перекрыт военными конфликтами.
Мамшит был основан в I веке до н. э. и помимо транзитного пункта был и сельскохозяйственным центром Набатейского царства, благодаря развитой системе орошения.
Город бурно развивался вплоть до конца III века н. э., когда торговля между Индией и Римом перестала быть столь бурной, как в прошлые столетия. К несчастиям Мамшита прибавились и ряд крупных землетрясений. То, что осталось от процветавшего Мамшита, было завоевано арабами в 634 г. и город пришёл в запустение.
В 2005 году, решением ЮНЕСКО, Мамшит, как и весь участок Дороги Благовоний на территории Израиля был включен в список объектов Всемирного наследия ЮНЕСКО в Азии.

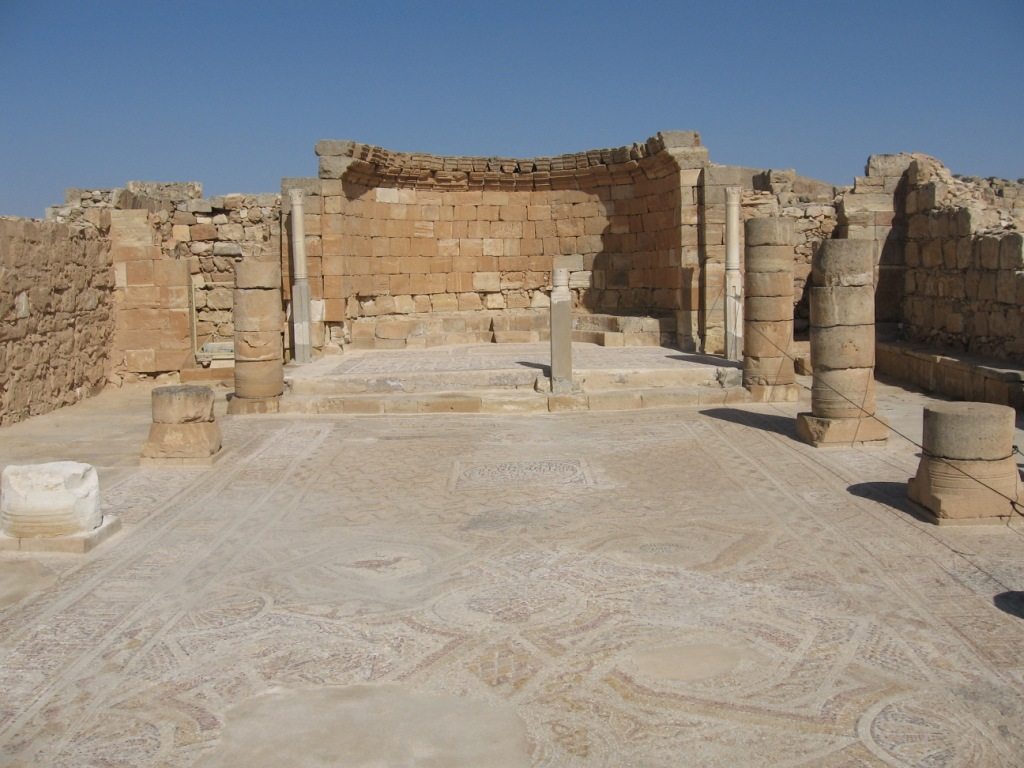
Церковь IV века
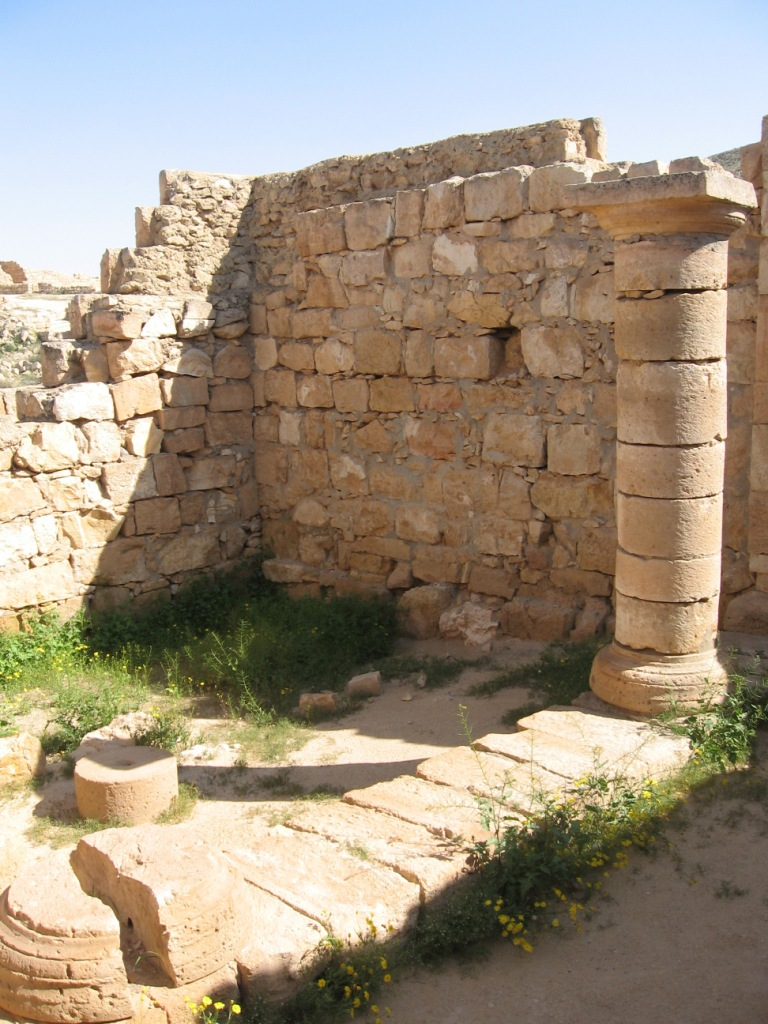
Мозаика церкви
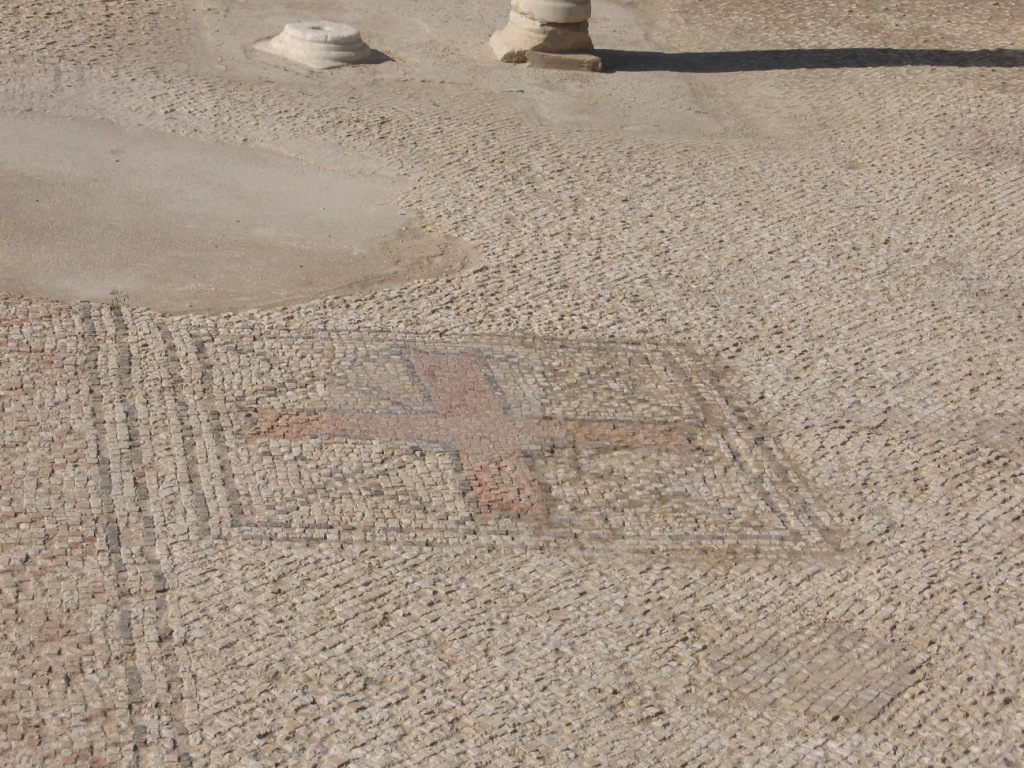
Церковь Мамшита
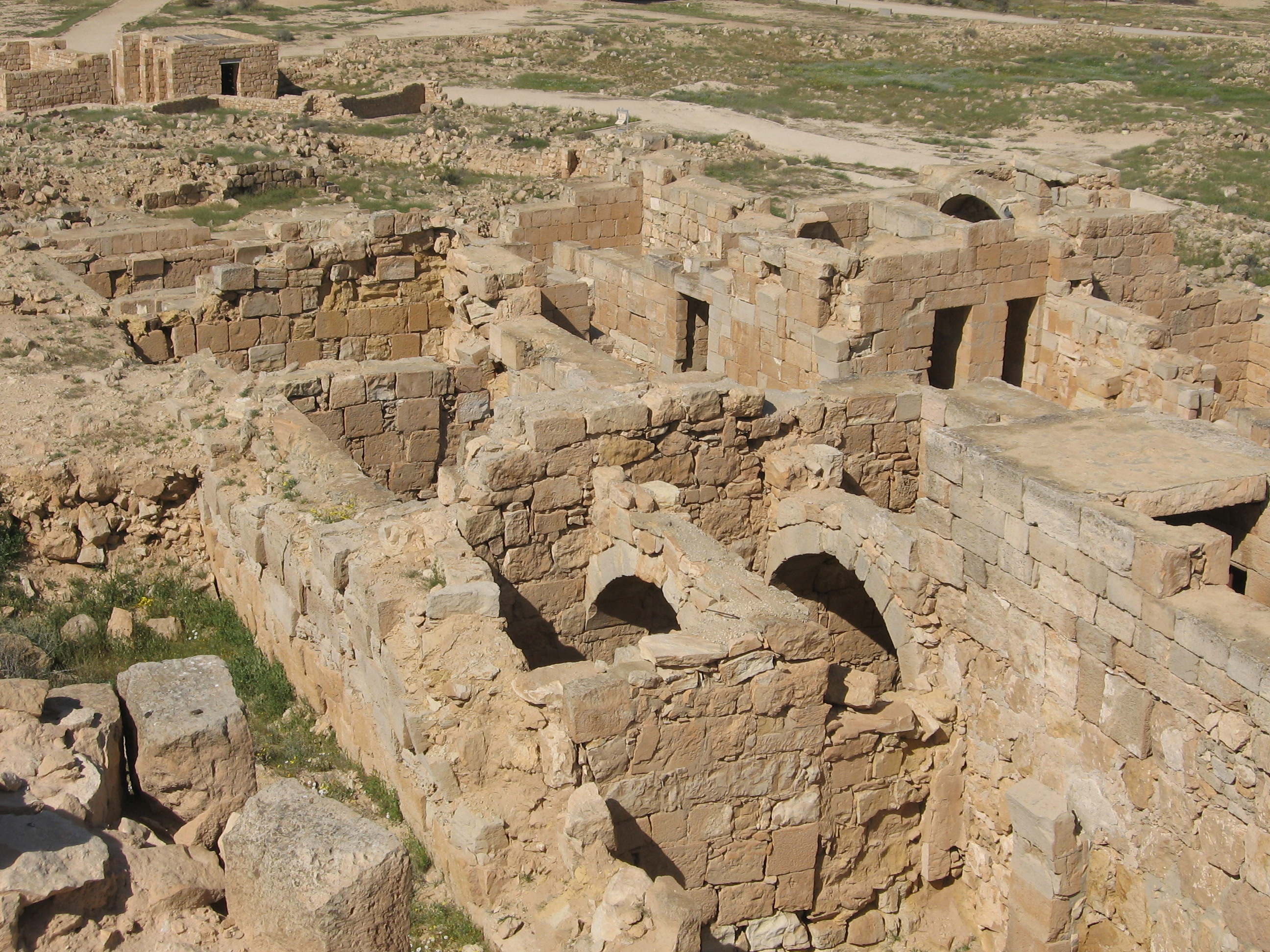
Общий вид
Церковь
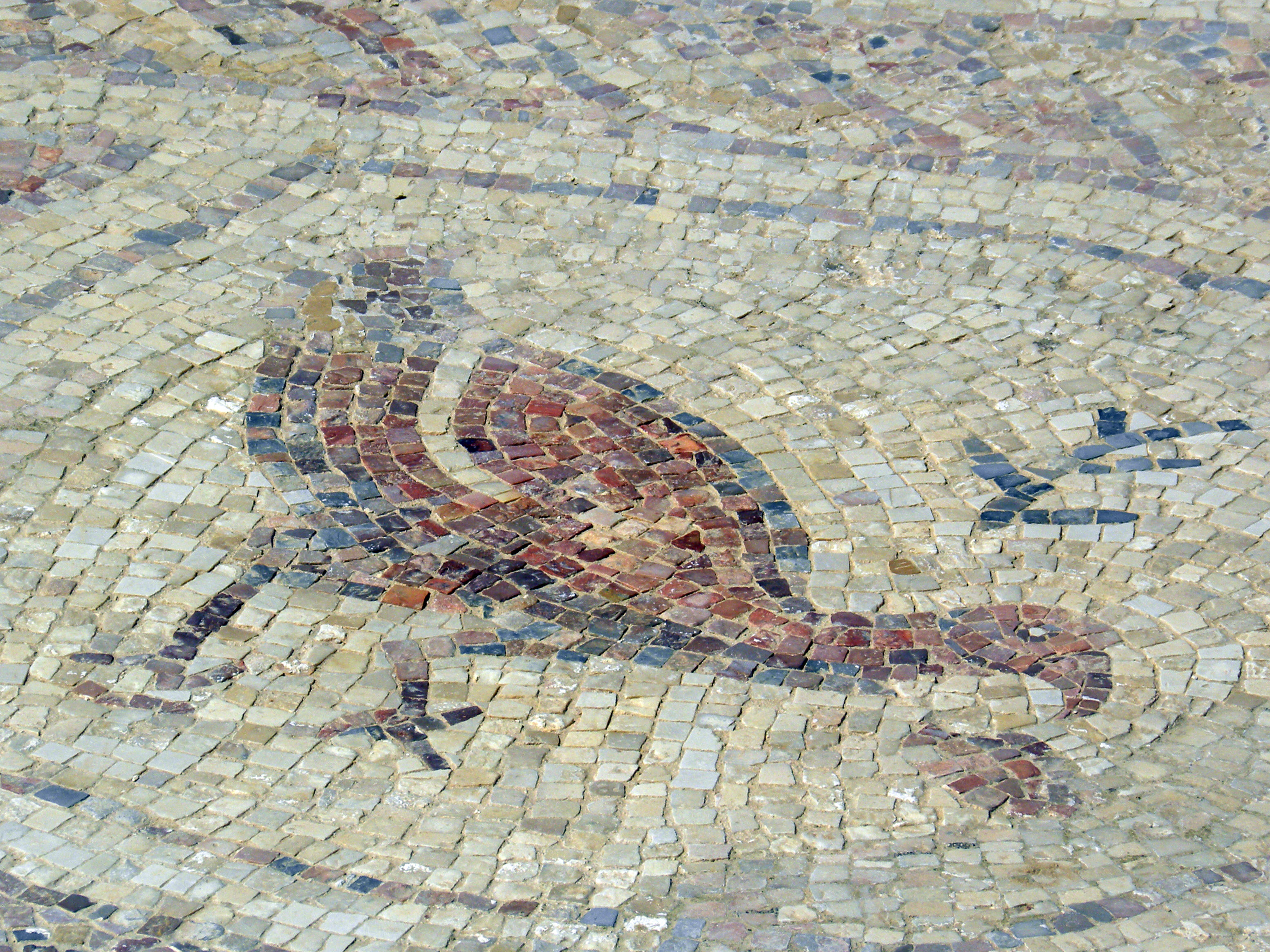